# Vend Múzeum
A Vend Múzeum (alsó-szorb nyelven: Serbski muzej, németül: Wendisches Museum) a vendek és szorbok kultúráját és történelmét bemutató múzeum Cottbusban, Brandenburgban, Németországban.
A múzeumban található az alsó-szorb népviselet legnagyobb gyűjteménye, köztük számos spreewaldi. Az állandó kiállításon kívül az intézmény több mint 40 különböző témájú különleges kiállításnak adott otthont. Minden kiállítás kétnyelvű: alsó-szorb és német.

## Története
A múzeum a jelenlegi formájában 1994 óta létezik, de az egykori vend gyűjteményre épít, amely a náci Németország idejéig létezett a Cottbus Városi Múzeumban. A teljes gyűjtemény a második világháború alatt elveszett.
A Német Demokratikus Köztársaságban 1980-ban Alsószorb Irodalmi Múzeumot hoztak létre a Barnitz kastélyban. Eleinte csak egy időszaki kiállítás volt, amelyet később archiváltak. Öt évvel később a gyűjteményt állandó kiállítássá alakították, amely szorb zenei, művészeti és etnológiai tárgyakat is tartalmazott. Újság- és könyvforrások archívumát tervezték, hogy megkönnyítsék a szorb kultúra nyilvános hozzáférését és kutatását.
A német újraegyesítés után 1994-ben megalakult a jelenlegi Vend Múzeum Cottbusban. 2016 és 2020 között felújítás miatt bezárták. Alternatív megoldásként a szorb kultúráról szóló kiállítást mutattak be a Cottbusi Városi Múzeumban.
A felújítási munkálatokat 2019-ben fejezték be, és a múzeum 2020. október 28-án egy új állandó kiállítással megnyílt.

## Fordítás
- Ez a szócikk részben vagy egészben  a   Wendish Museum című angol Wikipédia-szócikk ezen változatának fordításán alapul.  Az eredeti cikk szerkesztőit annak laptörténete sorolja fel. Ez a jelzés csupán a megfogalmazás eredetét és a szerzői jogokat jelzi, nem szolgál a cikkben szereplő információk forrásmegjelöléseként.